# Roelof Koops
Roelof Koops (* 19. Juli 1909 in Zuidlaren; † 7. Juni 2008 in Veendam) war ein niederländischer Eisschnellläufer.

## Werdegang
Koops errang im Jahr 1929 den 11. Platz bei der niederländischen Meisterschaft und bei der Mehrkampf-Europameisterschaft 1932 in Davos den fünften Platz. Im Winter 1932/33 belegte er bei der Mehrkampf-Weltmeisterschaft 1933 in Oslo den 16. Platz und bei der niederländischen Meisterschaft den sechsten Rang. Bei der Mehrkampf-Europameisterschaft 1934 in Hamar wurde er Zehnter. In der Saison 1935/36 lief er nach Platz 17 bei der Mehrkampf-Europameisterschaft 1936 in Oslo, bei der Mehrkampf-Weltmeisterschaft 1936 in Davos auf den 20. Platz und bei den Olympischen Winterspielen 1936 in Garmisch-Partenkirchen auf den 30. Platz über 1500 m, auf den 17. Rang über 10.000 m, sowie auf den 13. Platz über 5000 m. Im folgenden Jahr nahm er an der Mehrkampfweltmeisterschaft in Oslo teil, die er vorzeitig beendete und kam bei der Mehrkampf-Europameisterschaft in Davos auf den 11. Platz. Bei der Mehrkampf-Europameisterschaft 1938 in Oslo belegte er den 19. Platz und bei der Mehrkampf-Weltmeisterschaft 1938 in Davos den zehnten Rang. Im Winter 1938/39 lief er bei der Mehrkampf-Weltmeisterschaft in Helsinki auf dem 13. Platz. Zudem nahm er an der Mehrkampf-Europameisterschaft in Riga teil, die er vorzeitig beendete. In den folgenden Jahren errang er bei der niederländischen Meisterschaft 1940, den zweiten Platz, 1941 den dritten Platz und 1942 den 18. Platz.

## Persönliche Bestleistungen
| Disziplin | Zeit        | Datum           | Ort       |
| --------- | ----------- | --------------- | --------- |
| 500 m     | 46,0 s      | 29. Januar 1935 | Davos     |
| 1000 m    | 1:37,2 min  | 16. Januar 1932 | Engelberg |
| 1500 m    | 2:20,7 min  | 27. Januar 1939 | Davos     |
| 5000 m    | 8:39,8 min  | 30. Januar 1937 | Oslo      |
| 10.000 m  | 17:59,4 min | 5. Februar 1938 | Oslo      |